# Mia Vallée
Mia Vallée (Beaconsfield, 22 marzo 2001) è una tuffatrice canadese, specializzata nel trampolino.

## Biografia
Ha esordito in una rassegna iridata ai mondiali di Budapest 2022, in cui ha vinto la medaglia d'argento nel trampolino 3 m, concludendo alle spalle della cinese Chen Yiwen, e quella di bronzo nel trampolino 1 m, dietro alla cinese Li Yajie e alla statunitense Sarah Bacon. Nel  sincro 3 metri si è piazzata al quinto posto,

## Palmarès
| Anno | Manifestazione          | Sede              | Evento         | Risultato | Prestazione | Note |
| ---- | ----------------------- | ----------------- | -------------- | --------- | ----------- | ---- |
| 2022 | Mondiali                | Budapest          | Trampolino 1 m | Bronzo    | 276,60 p.   |      |
| 2022 | Mondiali                | Budapest          | Trampolino 3 m | Argento   | 320,00 p.   |      |
| 2022 | Mondiali                | Budapest          | Sincro 3 m     | 5ª        | 282,90 p.   |      |
| 2022 | Giochi del Commonwealth | Birmingham        | Trampolino 1 m | Oro       | 291,85 p.   |      |
| 2022 | Giochi del Commonwealth | Birmingham        | Trampolino 3 m | Bronzo    | 329,25 p.   |      |
| 2022 | Giochi del Commonwealth | Birmingham        | Sincro 3 m     | Bronzo    | 297,00 p.   |      |
| 2023 | Giochi panamericani     | Santiago del Cile | Trampolino 1 m | Argento   | 272,30 p.   |      |
| 2023 | Giochi panamericani     | Santiago del Cile | Sincro 3 m     | Argento   | 280,65 p.   |      |